# 塔尼娅·弗兰克
塔尼娅·弗兰克（德語：Tanja Frank，1993年1月24日—），奥地利女子帆船运动员。她曾代表奥地利参加2016年和2020年夏季奥林匹克运动会帆船比赛，其中2016年奥运会获得一枚铜牌。